# Ficus yoponensis
Ficus yoponensis là một loài thực vật có hoa trong họ Moraceae. Loài này được Desv. mô tả khoa học đầu tiên năm 1842.